# Brofaromine
Brofaromine is een zogenaamde moderne monoamino-oxidaseremmer, ook wel RIMA genoemd (Reversible Inhibitor of MAO type A) en wordt gebruikt als antidepressivum.
Brofaromine werd voor het eerst gesynthetiseerd in het begin van de jaren 80, maar wordt momenteel nergens meer onderzocht. Dit komt doordat, in tegenstelling tot moclobemide, een RIMA die wel verder is onderzocht en tegenwoordig ook wordt voorgeschreven, brofaromine naast een remmende werking op monoamino-oxidase (MAO) type A ook een remmende werking heeft op de serotonine-heropname-eiwitten. Remmers van deze eiwitten worden ook gebruikt als antidepressiva (bijvoorbeeld fluoxetine) maar niet in combinatie met MAO-remmers, dit zou ongewenste interacties kunnen hebben. Brofaromine heeft ongeveer 20% van de potentie van fluoxetine.
Brofaromine is het meest actief in de formatio hippocampi, gevolgd door respectievelijk het striatum en de prefrontale cortex.